# Schmelze (Eitorf)
Schmelze ist ein kleiner Ortsteil der Gemeinde Eitorf an der Mündung des nördlichen Schmelzbaches in die Sieg.

## Lage
Früher lag Schmelze zwischen den Ortsteilen Hombach und Bourauel, die heute beide zum Hauptort Eitorf gehören. Hier treffen sich die Landesstraßen 86 und 87. Eine anschließende kleine Siedlung im Überbuschbachtal ist Hatzfeld.

## Geschichte
Im Mittelalter gab es hier nur die Hombacher Mühle. Hier wurde vermutlich schon mittelalterlich, spätestens seit Ende des 18. Jahrhunderts eine kleine Kupfererzgrube betrieben. Ab 1856 wurde wiederum Erz gefördert, was dann eine Schmelzhütte erforderlich machte, die dem Ort Schmelze ihren Namen gab. 1889 wurde die Grube Hatzfeld vorerst letztmals betrieben. Die Schmelze fällt heute vor allem durch die an der Sieg gelegene Villa Kayser auf.

## Villa Kayser
1891 ließ der Königliche Hoflieferant für wertvolle Zinnartikel Engelbert Kayser nach Plänen seines Bruders Heinrich Joseph Kayser hier an der Sieg ein repräsentatives Jagdhaus erbauen. Er pachtete die umliegende Jagd und verbrachte dort die Sommermonate mit seiner Familie und lud zur Jagd Freunde und Künstler ein. Im Jahr 1910 ließ er ein Atelier anbauen. Engelbert Kayser starb in seinem Jagdhaus am 3. September 1911, die in den Jahren 2014/15 grundlegend renovierte Villa befindet sich aber heute noch in Familienbesitz.

## Einwohner
Von 1816 bis 1934 gehörte Schmelze zur Gemeinde Merten.
1845 war Schmelze eine Wassermühle mit neun katholischen Einwohnern.
1885 hatte der Ort drei Haushalte und zwölf Einwohner.
1901 wohnten in der Schmelze der Gerichtsaktuar Hermann Krüger und der Müller Heinrich Langel.
1910 waren hier der Holzarbeiter Wilhelm Ferier, der Kaufmann Engelbert Kayser (Telefon 9), Fuhrknecht Fritz Lier, Holzarbeiter Anton Löhr und Tagelöhner Heinrich Löhr, Tagelöhner Franz Peter Rödder, Gärtner Jakob Schafhausen sowie Müller und Bäcker Karl Schrödter verzeichnet.
1925 gehörte der Haushalt des Holzarbeiters Peter Hombach in Haus Nr. 2 zur Gemeinde Eitorf, die restlichen zur Gemeinde Merten: Ebenfalls Haus Nr. 2 Schleifer Karl Bohneberg, Rentnerin Witwe Anna Klein, Schlosser Johann Kremer und Zollassistent Josef Schneider, Haus Nr. 6 mit Invalide Peter Rödder, Haus Nr. 15 mit Heinrich Löhr und Haus Nr. 21 mit Holzarbeiter Wilhelm Ferier, Elektromonteur Johann Grün, Holzarbeiter Fritz Lier, Witwe Matthilde Schaffhausen und Maurer Wilhelm Stommel. Dann gab es noch Haus Nr. 23 mit dem Müller Franz Kaiser sowie den Obersekretär Josef Dahmen und die Witwe Anna Langner ohne Angabe der Hausnummer.